# جبل سلع

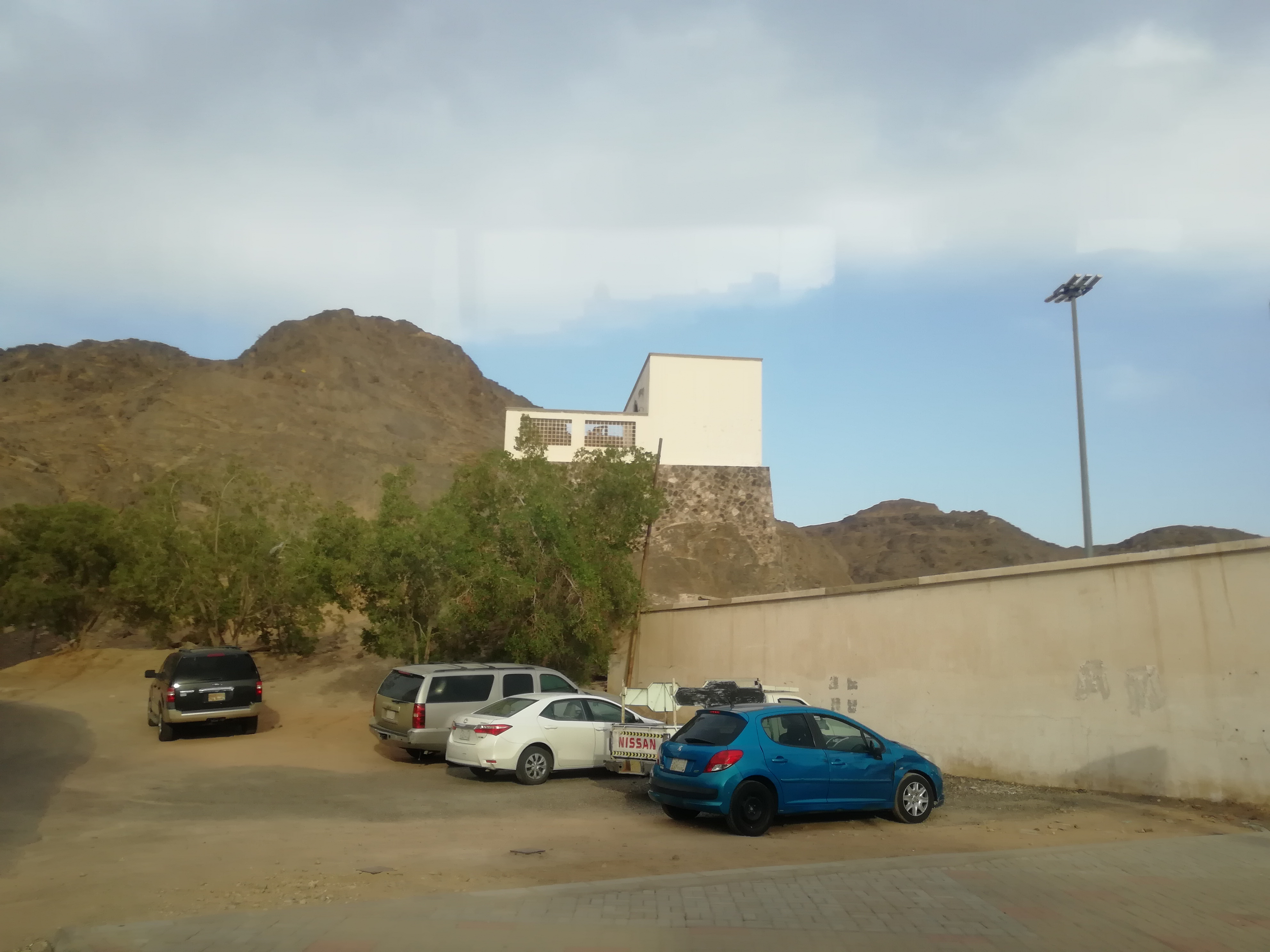
جبل سلع ومسجد الفتح بمنطقة السبع مساجد

جبل سلع أحد جبال المدينة المنورة، يقع غربي المسجد النبوي الشريف على بعد 500 متر أو أقل بعد توسعة المسجد النبوي يبلغ طول الجبل 1000 متر وارتفاعه 80 متراً وعرضه ما بين 300 - 800 متر ويمتد من الشمال إلى الجنوب وتتفرع منه أجزاء في وسطه على شكل أجنحة قصيرة باتجاه الشرق والغرب. ويتكون الجبل من صخور بازلتية لونها بني داكن ويميل إلى السواد في بعض المناطق
ولااهمية .هذا الجبل ذكر في التوراة على مكان خروج اخر نبي
- [لترفع البرية ومدنها صوتها، الديار التي سكنها قيدار، لتترنم سكان سالع من رؤوس الجبال ليهتفوا...ليعطوا الرب مجدًا، ويخبروا بتسبيحه في الجزائر...الرب كالجبار يخرج كرجل حروب ينهض غيرته يهتف ويصرخ ويقوى على اعدائه)

## نبذة تاريخية
اكتسب أهميته ومكانته التاريخية في الإسلام من وقوع غزوة الخندق بقربه في السنة الخامسة من الهجرة حيث أقام المشركون معسكرهم في الجهة الغربية منه ولا يفصل بينهم وبينه إلا الخندق الذي حفره المسلمون وكان سفح جبل سلع الغربي مقر قيادة المسلمين بقيادة رسول الله صلى الله عليه وسلم محتمين به من جهة الشرق من كيد وخيانة اليهود التي توقعها المسلمون وحصلت بالفعل. وضربت خيمة رسول الله على سفح الجبل ورابط أصحاب رسول الله في مواقع مختلفة من الجبل وأعينهم على خيمة قائدهم وأيديهم على السلاح في أجواء باردة ورياح شديدة انحدرت بدرجة الحرارة ليلاً إلى ما تحت الصفر بكثير. واشتدت الرياح ونزل الصقيع من السماء وتجمدت الأطراف وزلزلت الأنفس وبلغت القلوب الحناجر وتطايرت خيام المشركين وقدورهم وتفلتت دوابهم من عقلها. ونصر الله جنده وهزم الأحزاب وحده وولوا الأدبار.
ومن أسباب هذا النصر بعد إرادة الله أن المشركين وأحزابهم لم يستطيعوا مهاجمة المسلمين من الخلف من جهة الشرق لوجود جبل سلع ولم يتمكنوا من اقتحام الخندق المحفور غرباً وهبت الرياح الشديدة وهكذا هزمهم الله بتدبيره ومن ذلك اتخذ جبل سلع شهرته في الإسلام. ويتناقل كبار السن في المدينة المنورة أن بعضاً منهم أراد الالتفاف على جبل سلع بنزع حماية الدولة عنه ثم الاستيلاء على أجزاء منه واتفقوا على أن أول خطوة إزالة مدفع رمضان من على قمته فشكلوا وفداً من أهل المنازل الواقعة في سفحه وقابلوا الملك فيصل طالبين منه نقل مدفع رمضان من على الجبل إلى موقع آخر بحجة أنه أزعجهم عند إطلاقه خلال شهر رمضان أو في المناسبات وخوف صوته أطفالهم، فأمرهم الملك بكتابة طلب بذلك.
وعندما عرض عليه الطلب شرح عليه بعبارة حول «ينظر أيهما أقدم فيزال الحديث ويثبت القديم» وهو يعلم أن المدفع على جبل سلع منذ العهد العثماني ولم يكن العمران قد وصل إلى الجبل آنذاك بل ولسنين عديدة.
وأصيب الأهالي بهلع مخافة أن تزال دورهم وطبعاً لم يكن الملك يقصد ذلك بل لردعهم حيث إن الدولة كانت بحاجة إلى خدمات المواقع العسكرية التي كانت على قمة الجبل ومن ضمنها مدفع رمضان.

### أمر ولي العهد
سبق للأمير سلطان بن عبد العزيز ولي العهد نائب رئيس مجلس الوزراء وزير الدفاع والطيران والمفتش العام أن تدخل في العام الماضي لإنقاذ جبل الأصيفرين الواقع وسط البلد على طريق الأمير عبد المجيد عندما تم منح الجبل لبعض الأشخاص وبدأ بتشكيل المعدات لتكسير الجبل ومساواته بالأرض إلا أن المواطنين اشتكوا لسموه فأمر برفع المعدات وتوقف تكسير الجبل ومنح المواطن بدلاً عنه في موقع آخر ويومها رفع جيران الجبل برقيات شكر وامتنان لسمو ولي العهد على حرصه وسرعة استجابته لما فيه صالح الوطن والمواطن.
ويتكرر الأمر الآن لجبل سلع حيث أمر سمو ولي العهد يبوقف التكسير والا زالة والمحافظة على هذا الجبل العظيم كأثر إسلامي خالد ساهم بعد الله بنصرة المسلمين وهزيمة الأحزاب من المشركين واليهود والذين كان يبلغ عددهم 10 آلاف مقاتل من غطفان وكنانة وبني أسد وفزارة وأشجع وبني سليم بالإضافة إلى يهود المدينة الذين خانوا عهد رسول الله صلى الله عليه وسلم وحاولوا أن يباغتوه من الخلف لولا أن الله أتى على بنيانهم وهدمه فوق رؤوسهم.

### المساجد السبعة
اشتهر سفح جبل سلع الغربي بين أهل المدينة باسم المساجد السبعة وهي في الحقيقة ستة مساجد وليست سبعة وقد بنيت في الأماكن التي صلى فيها أصحاب رسول الله أثناء اقامتهم لحفر الخندق إلا أن أشهرها مسجد الفتح الذي دعا في مكانه رسول الله ربه كثيراً بأن يهزم الأحزاب ويكفي المسلمين شرورهم فاستجاب الله لرسوله وبشره بعده بشائر منها هزيمة الأحزاب و فتح مكة القريب ونزلت على رسول الله الآية الكريمة {نصر من الله وفتح قريب} وقد تحقق ذلك النصر في شهر شوال من عام 4 للهجرة وقبل 5 للهجرة وبني في ذلك المكان مسجد الفتح في الموقع الذي نزلت فيه الآية الكريمة.
أما المساجد الأخرى فهي مسجد الصحابي الجليل سلمان الفارسي صاحب مشورة حفر الخندق وهو المكان الذي أم فيه الصحابي الجليل سلمان الفارسي جموعاً من المصلين وفي بطن الجبل قريب من السفح بنيت مساجد لكل من أبي بكر الصديق - عمر بن الخطاب - علي بن أبي طالب - فاطمة الزهراء. وقامت الحكومة بإعادة بناء هذه المساجد في أول الأمر إلا أن تبرك الحجاج وتمسحهم ببعض أحجارها وقربها من بعضها البعض الذي شكل زحاماً شديداً في موسم الحج عند زيارتها أدى إلى ازالة بعضها وليس كلها وبناء مسجد كبير في موقعها باسم مسجد الخندق ويقال إن موقعه قريب جداً من الخندق الذي حفره الرسول وأصحابه.

### الاعتداء
الاعتداء الأخير على جبل سلع والاعتداء من قبله على جبل الأصيفرين هدفه التجارة واقامة مخططات لبيعها خاصة أن الجبلين وسط البلد ولا تقف أية أهداف أخرى دينية أو اجتماعية خلف هذا الاعتداء.
واللوحة التي تثبتت على سفح الجبل تشير إلى ذلك وتؤكده فالجهة المسؤولة عن التكسير هي المهندسون للتطوير العقاري وقد أطلقت على هذا الموقع «مخطط قمة سلطانة» ومن اسم المؤسسة ونشاطها يتضح انها حاصلة على إذن من أمانة المدينة بالمضي قدماً في ازالة ما يستطيعون من الجبل لاقامة مخطط سكني محله.

### صمت المعدات.. ولكن!
بعد أمر سمو ولي العهد صمتت المعدات بل انها سحبت من الموقع وأعيد لجبل سلع كرامته وشهامته عندما دافع عن المسلمين وتنفس الغيورون على المآثر الإسلامية الصعداء وحمدوا الله على أن قيض لهذا الأمر من حال دونه ودعوا الله أن يجزي سمو ولي العهد خير الجزاء على ما قام به تجاه المآثر الإسلامية بطيبة الطيبة.
ولكن هل يعمينا الطمع والجشع بأن نأتي على الأخضر واليابس ولا نفرق بين أرض جرداء وأثر إسلامي عريق عندما نحول كل ما بين أعيننا إلى مخططات عقارية بهدف البيع والربح السريع غافلين عن تلك الشواهد الإسلامية التي شهدتها هذه الأرض المباركة؟ وهل لا يردعنا عن ذلك الا أمر يصدر من ولاة الأمر يجب أن تكون هناك روادع ذاتية من دواخلنا تشير إلينا بما يجب أن نفعل وبما يجب أن لا نقترب منه.